# Robot Kölyök rendet csinál
A Robot Kölyök rendet csinál Pintér Tamás író meseregénye, amelyet 1993-ban a Sygnatura Kiadó jelentetett meg. A regény eredetileg 1964-ben íródott, de akkor – áthallásos története miatt – nem jelenhetett meg. A Móra Könyvkiadó 1963-ban és 1974-ben is visszautasította a könyvet. 1988-ban Csukás István és Lázár Ervin volt a könyv lektora, akik kiadásra javasoltál a meseregényt, de az így sem jelenhetett meg állami kiadó gondozásában.
A regény eredeti címe Robot Muki volt, de a Sygnatura kiadó kérésére a szerző megváltoztatta, és az ő neve is Tom Pinter formában került a könyvre.
A visszautasításról így emlékezett a szerző  1992. március 18-án a Magyar Írószövetség Prózai Szakosztályának címzett levelébenː a regényt „a Móra prominens szerzőjétől, vezetőjétől kaptam vissza, a semmitmondó elutasítást kiegészítő szóbeli indokkal, miszerint ellenforradalmi tendenciák vannak benne”.

## Története
|  | Alább a cselekmény részletei következnek! |

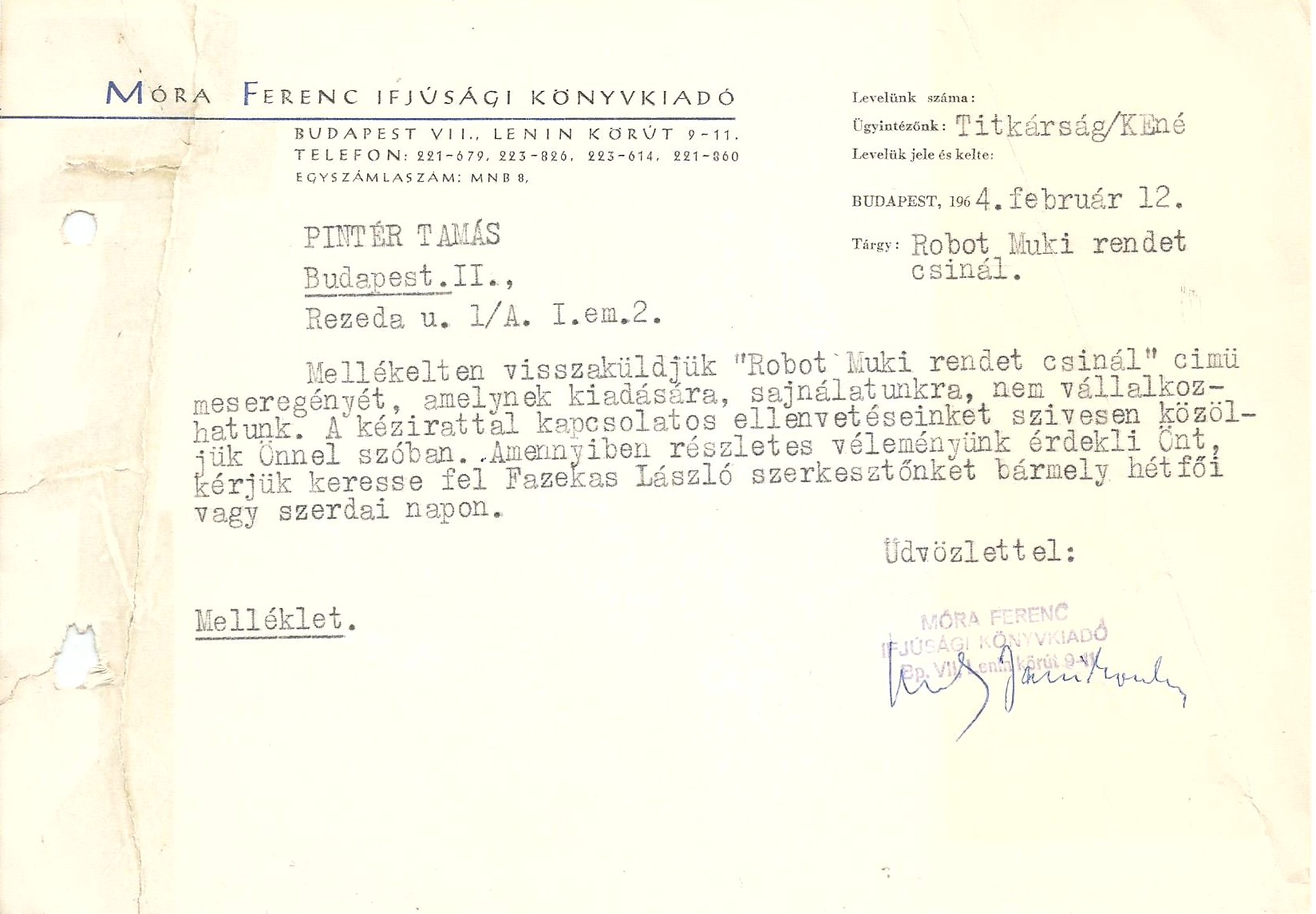
Janikovszky Jenő kiadóvezető 1964-es visszautasító levele

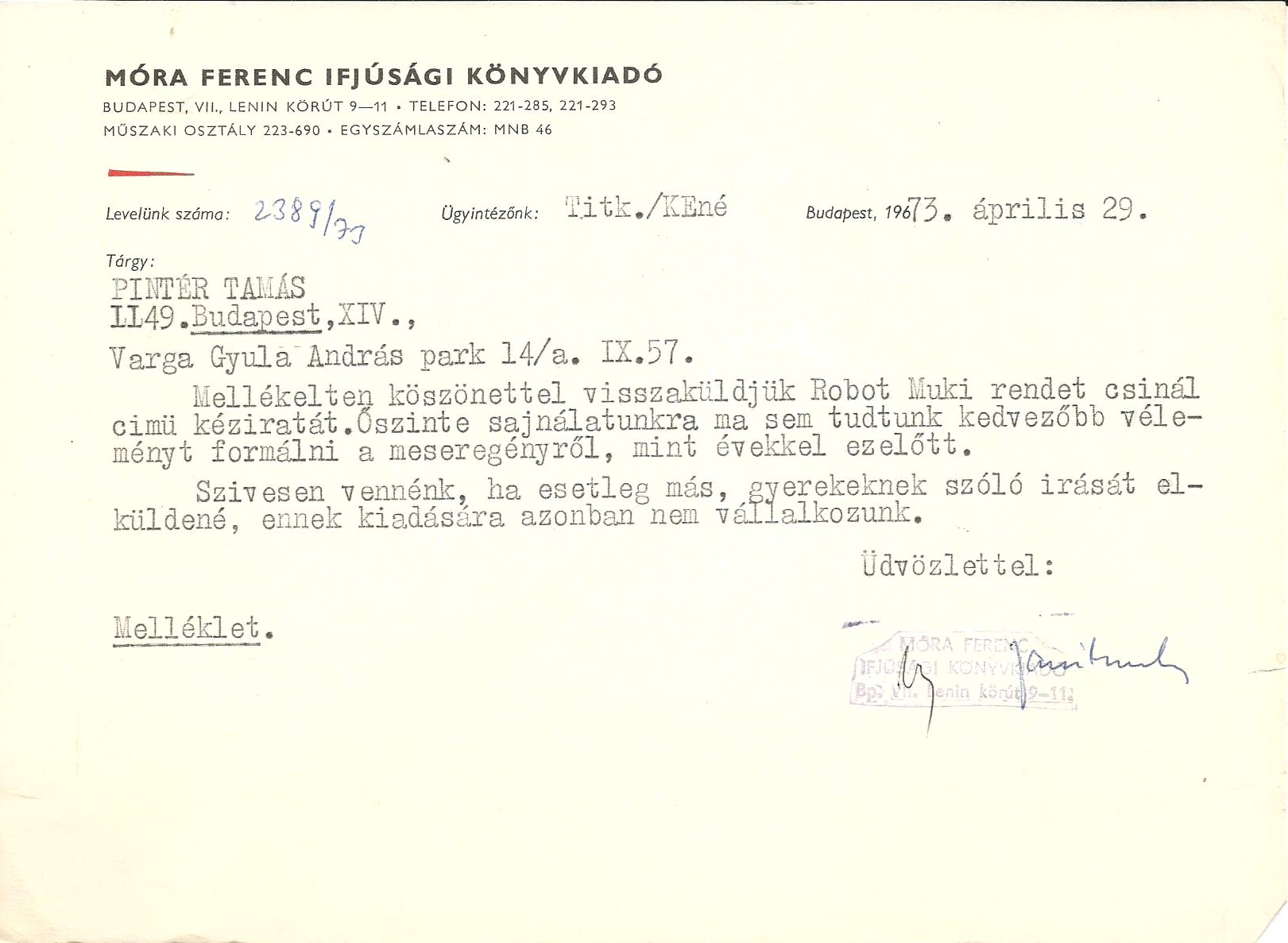
Janikovszky Jenő kiadóvezető 1973-as visszautasító levele

A viharban villámcsapás éri a játékgyárat, és Robot Kölyök doboza leeseik a földre a polcról. Az ütődés miatt a robot bekapcsolódik, és elindul körbenézni. A hulladékok közül kiszabadítja Pöfögőt, a traktort, akit a mesterek selejtesnek minősítettek, majd együtt mennek tovább, hogy találjanak egy új tengelyt a játékjárműnek. Eljutnak a raktárba, ahol kiderül, tilos a játék, helyette a játékkatonák terrorizálják a többi játékot: menetgyakorlatokat tartanak, az építőkockákból erődítményeket építtetnek. A katonák elfogják Robot Kölyköt, és az Elnökhöz, egy bohócfigurához viszik, aki nem tudja, mit kezdjen vele. Ezért Fondor Főtanácsadót hívatja az irodájába.
Fondor, az ördögfigura a játékvonaton a raktár távoli végébe viteti a robotot, majd egy mágneshez érintik, amely foglyul ejti. Robot Kölyök ráveszi a szolgálatot amúgy sem szerető katonákat, hogy segítsenek neki. Lánctalpas traktorokat hívnak, amelyek elválasztják a robotot a mágnestől. Mivel a játékok nem szeretik a rájuk kényszerített hatalmat, egyre többen csatlakoznak Robot Kölyökhöz. Raktárpuszta vasútállomáson a robot megtudja, hogy Fondor különvonaton érkezik. Ezt nem akarja megvárni, ezért gyalog indul visszafelé. Útközben találkozik Szuperrel, az űrhajóssal, aki motorkerékpárral közlekedik. Mindketten a főtanácsadó erődítményéhez mennek, és egy rejtekajtón behatolnak. Szuper elhagyja a támaszpontot, hogy segítse Pöfögő tengelyének útját.
Nemsokára visszaérkezik Fondor, de a robot elkapja, és néhány léggömbbel a magasba emelteti. Robot Kölyök – a főtanácsadó nevében – felhívja az elnököt, és ráijeszt, ezért az minden katonát a saját védelmére rendel az erődből. A csel egy időre elvonja a játék hadsereget, de nemsokára újból a robot nyomába erednek, aki a Szuper által irányított vadászrepülővel nyer egérutat. A repülőről látják, hogy a játékok fellázadtak, és összecsaptak az elnöki palotát őrző ólomkatonákkal. A repülő meghibásodik, és Robot Kölyök ejtőernyővel ugrik ki, de egy vízzel teli hordóba érkezik, és az áramkörei egy időre összevissza működnek.
Ezután Szuperrel Doktor Vitamin mentőautóján a palotához hajtanak, ahol már tart a háborúskodás helyett játékot követelő tüntetés. A robot beoson a palotába, elfogja az elnököt, majd a nevében a pályaudvarra küldi az összes katonát. A játékok között nagy az öröm, de üzenetet kapnak, hogy Fondor, hadserege élén, feléjük tart. Robot Kölyök visszafut a raktár ajtajához, ahol Pöfögő várja, és kicseréli a sérült tengelyt. Robot Kölyök a traktorral a katonák elé megy. Magukkal húzzák a sűrített levegős csövet, amelyet a gyári munkások használnak, és azzal elfújják a támadókat. A robot elbúcsúzik a játékoktól, és visszaindul a dobozához. Eleme kimerül, és Robot Kölyök öntudatlanságba zuhan.
|  | Itt a vége a cselekmény részletezésének! |

## Kritika
Lázár Ervin kritikájában azt írta, hogy „A könyv mai elemekből építkezik, nem egy eseménye akár a mai vagy a holnapi tévéhíradó eseménye is lehetne, azzal a különbséggel persze, hogy a könyvbéli eseményeket belengi az író humora és nagyon világosan érvényre jutó igazságérzete. Meggyőződésem, hogy az a gyerek, aki elolvassa ezt a könyvet, másképp látja majd a tévéhíradót is. Jobban. Magyarulː a mű segít látni a világban. Ez pedig nagyon nagy szó.”